# Alicudi
Alicudi Olaszországhoz tartozó sziget a Tirrén-tengerben, a Szicíliától északra elhelyezkedő vulkanikus eredetű Lipari-szigetek legnyugatibb tagja. 
Egyetlen – a  szigettel megegyező nevű – apró települése Lipari városának közigazgatása alá tartozik, azzal együtt az olaszországi Szicília régió Messina megyéjének része.

## Földrajza

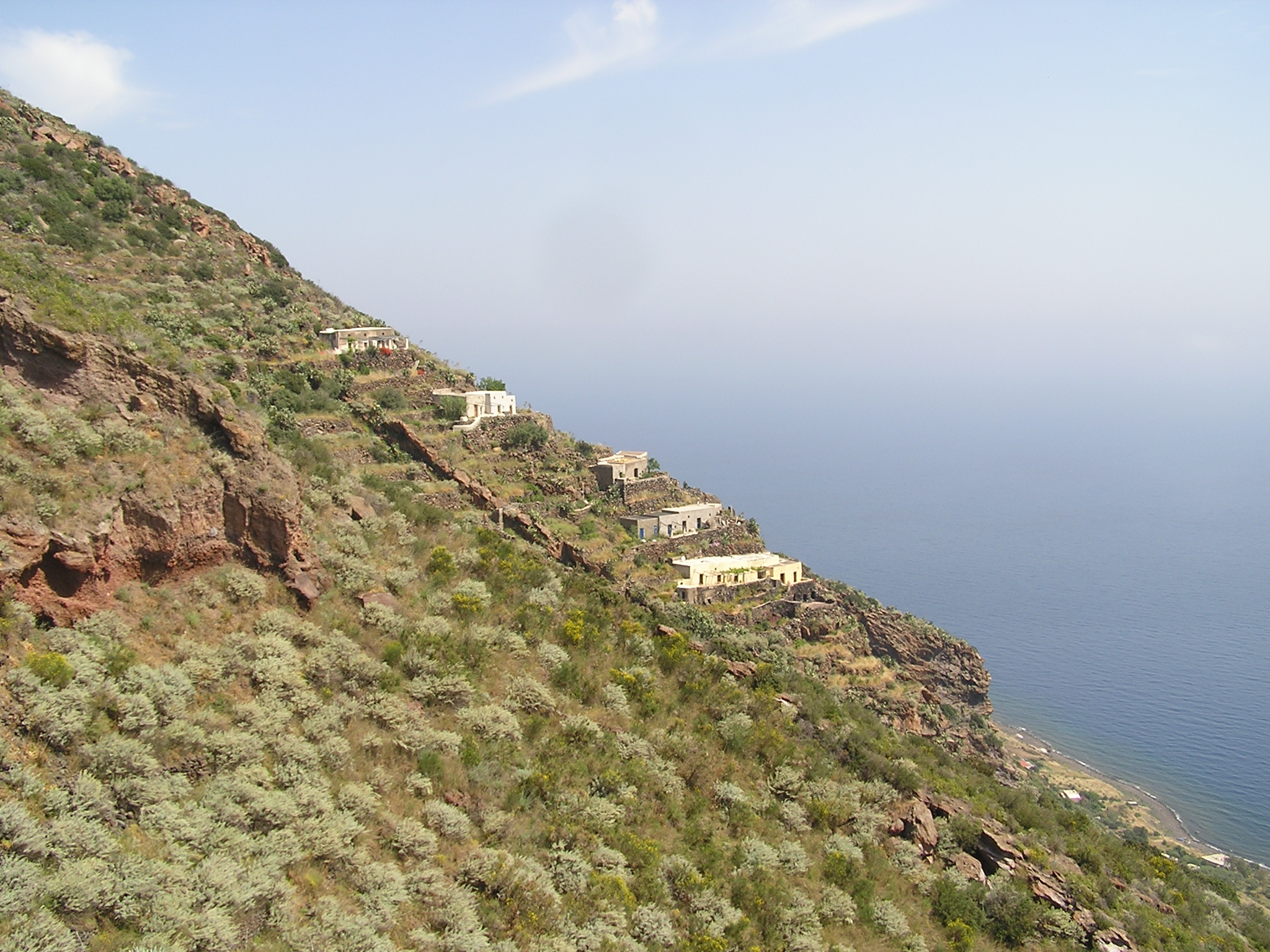
Alicudi

5,2 km²-es területével a második legkisebb a szigetcsoport tagjai között. A csaknem szabályos kör alakú sziget legmagasabb pontjai a Montagnola (675 m) és a Filo dell'Arpa (662 m). A legutóbbi geológiai kutatások alapján Alicudi jóval fiatalabb sziget a korábban feltételezettnél. A közeli Sisifo nevű tenger alatti vulkán környezetében találták ugyan az egész Lipari-szigetek térségében a legidősebb, mintegy 1,3 millió éve történt vulkáni aktivitásra utaló nyomokat, azonban Alicudi rétegvulkánja még 28 ezer évvel is működött. Ebben a legutolsó aktív periódusban jött létre a még jól felismerhető csúcskaldera és a Filo dell'Arpa lávadómjai.
Alicudinak ma alig száz állandó lakosa van, akik részben mezőgazdaságból (füge-, mandulatermesztésből és bortermelésből élnek, de természetesen fontos szerepe van a turizmusnak is. A település a sziget délkeleti részén fekszik. Úthálózata mindössze 300 méter hosszú, a kikötőtől vezet a szállodához. A közlekedés így még ma is az évszázados, lépcsős utcácskákon, ösvényeken bonyolódik, a legfontosabb közlekedési eszköz pedig az öszvér. A villanyt és a vezetékes telefont is csak 1990-ben telepítették a szigetre. Alicudi ennek, illetve kieső földrajzi helyzetének köszönheti érintetlenségét: kétharmada a mai napig megmaradt macchiaborította eredeti állapotában.

## Történelme
Alicudi először az i. e. 17. században népesülhetett be, ezt támasztják alá a régészeti leletek. Az ókorban a sziget neve Ericusa volt az itt termő hangafajok (Erica) miatt, ebből származik mai elnevezése is. A keleti parton számtalan római kori cserepet találtak. A sziget századokig a kalózok kedvelt célpontjának számított, emiatt a helyiek a tengerpart helyett a meredek hegyoldalakon építették fel házaikat. Sok közülük ma is elhagyatva áll a szigetet behálózó ösvények mentén.

## Turisztikai információk

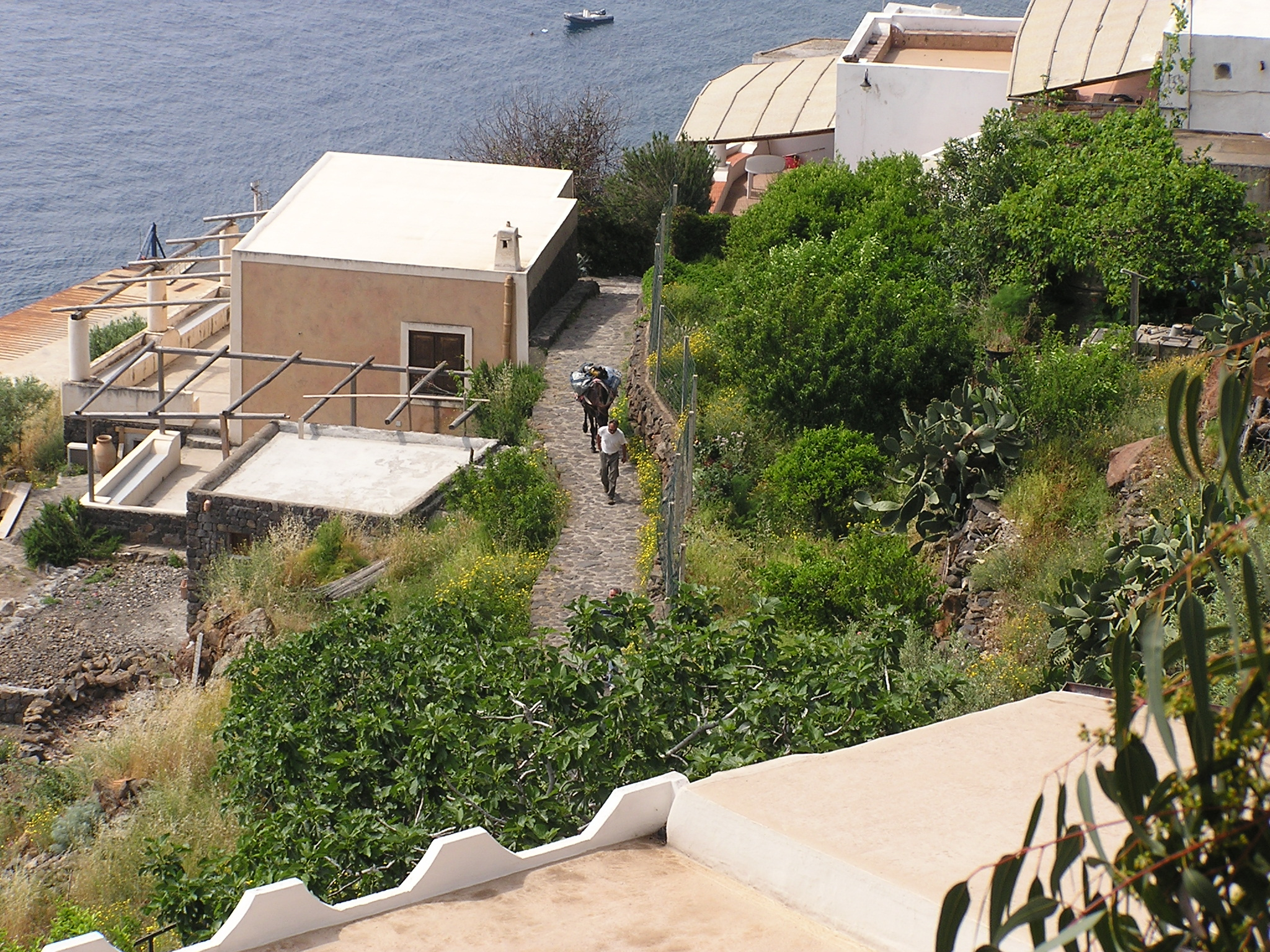
Közlekedés Alicudi szigetén

A szigeten található egyetlen hotel csak nyáron üzemel, így szezonon kívül csak a helyi magánházaknál kaphatunk szállást.
Alicudira – a szigetcsoport többi tagjához hasonlóan – a szicíliai Milazzóból lehet legkönnyebben eljutni. Jó időjárási feltételek esetén naponta jár a szárnyashajó Milazzo és Alicudi Porto között, de hetente többször közlekedik a hagyományos komp is (az út Milazzótól komppal 7 óra).